# Rasova hůrka
Rasova hůrka (291 m n. m.) je vrch v okrese Česká Lípa Libereckého kraje. Leží ve čtvrti Svárov na jihovýchodním okraji města Česká Lípa na příslušném katastrálním území.
Rasova hůrka je vzdálena asi 500 metrů jihozápadním směrem od vyššího vrcholu Hůrka (327 m n. m.).

## Geomorfologické zařazení
Vrch náleží do celku Ralská pahorkatina, podcelku Zákupská pahorkatina, okrsku Českolipská kotlina, podokrsku Dobranovská kotlina a Žizníkovské části.

## Přístup

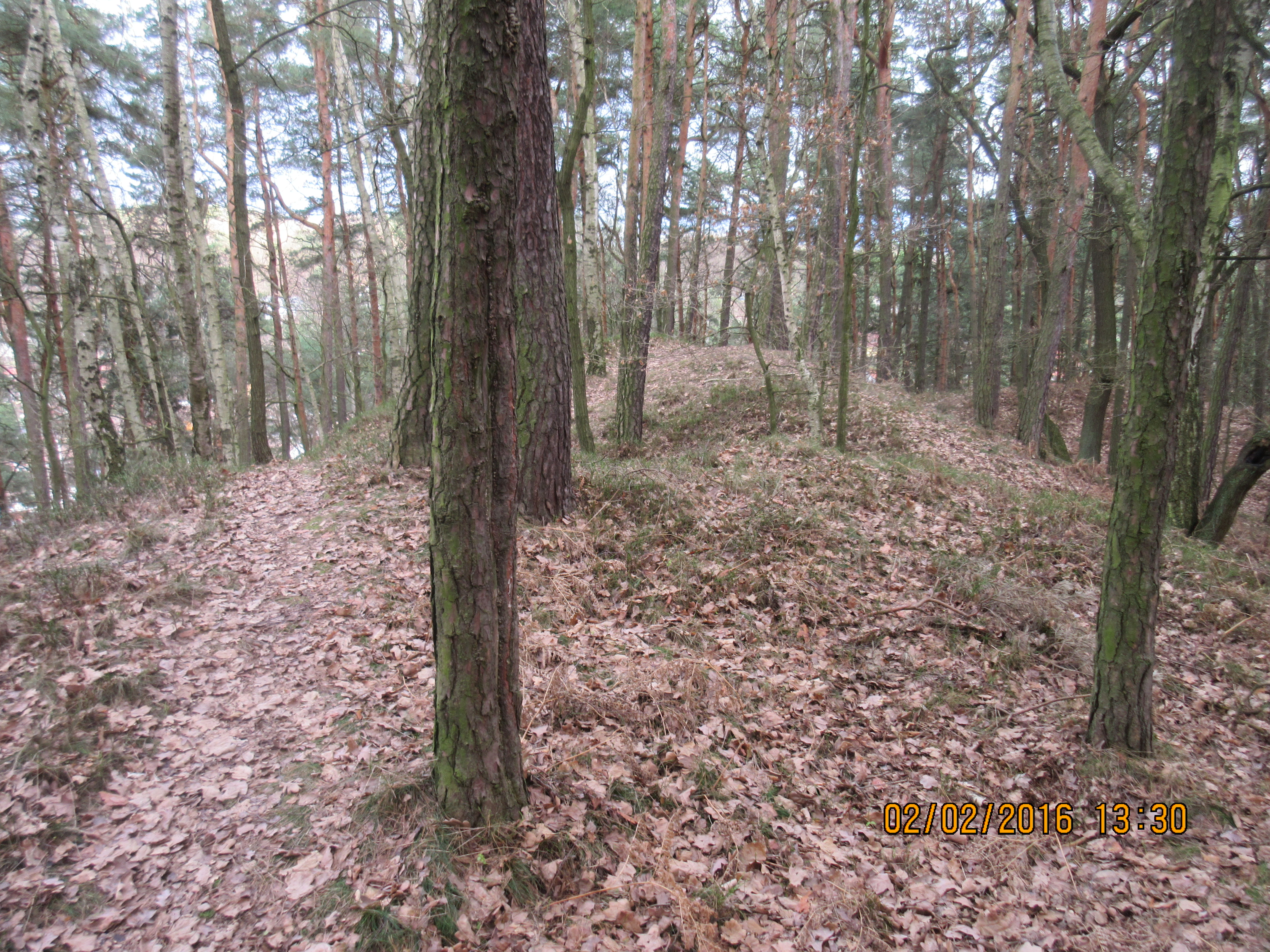
Vrcholová část kopce

Vrch je snadno dosažitelný z jihovýchodního okraje České Lípy, z městské části Svárov. Západně od vrchu vede modře značená trasa a jihovýchodně okruh Hubertovy naučné stezky.